# Klimatåret 2024
Klimatåret 2024 beskriver händelser, forskningsresultat, vetenskapliga och tekniska framsteg och mänskliga åtgärder för att mäta, förutsäga, begränsa och anpassa till effekterna av global uppvärmning och klimatförändringar under 2024.

## Mätningar och statistik

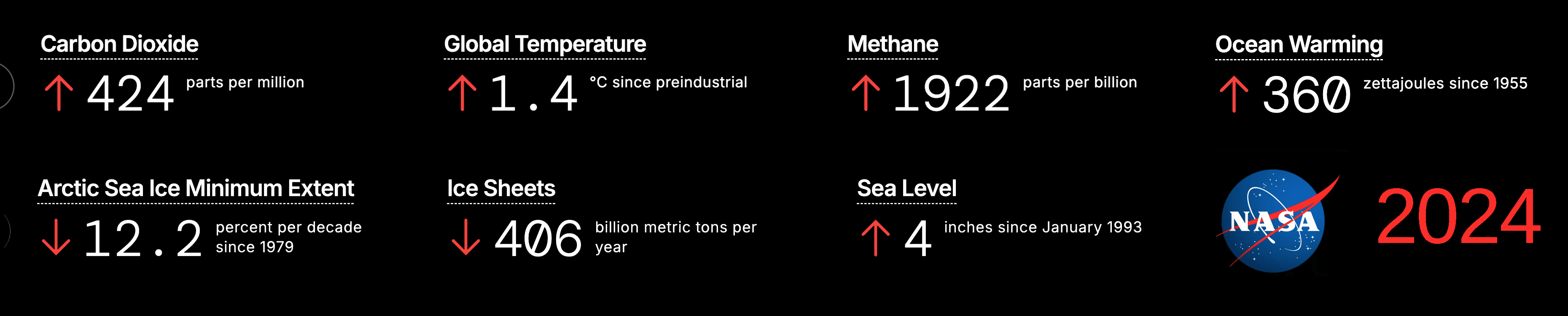
"Vital Signs of the Planet" av NASA 31 december 2024.

- 5 februari: en studie publicerad i Proceedings of the National Academy of Sciences föreslog att man skulle lägga till en "Kategori 6" till Saffir–Simpson orkanvindskalan för att på ett lämpligt sätt förmedla stormrisken för allmänheten, efter att forskarna har noterat att ett antal stormar redan har uppnått den intensiteten.[2]
- 5 februari: en studie publicerad i Nature Climate Change, baserad på 300 år av havstemperaturmätningar över flera lager bevarade i sklerosvampskelett, drog slutsatsen att den moderna globala uppvärmningen började på 1860-talet (över 80 år tidigare än vad som indikeras av havsytans temperaturrekord) och var redan 1,7 °C över förindustriella nivåer 2020, en siffra 0,5 °C högre än IPCCs uppskattningar.[3]

Orkansäsongen 2024 såg en tidig uppblossning av aktivitet, inklusive den tidigaste kategori 5-stormen någonsin, en ovanlig paus i mitten av säsongen och en sista uppblossning som avslutade säsongen.

- Februari (rapporterat): en analys från Copernicus Climate Change Service visade att från februari 2023 till januari 2024 översteg den genomsnittliga globala genomsnittliga lufttemperaturen 1,5 °C för första gången.[5] Denna enstaka notering överskrider inte det långtidsgenomsnitt på 1.5 °C som är överenskommet i Parisavtalet 2015.[5]
- 13 februari: en studie publicerad i Current Issues in Tourism drog slutsatsen att USA:s genomsnittliga skidsäsong (inklusive snötillverkning) minskade från 1960–1979 till 2000–2019 med mellan 5,5 och 7,1 dagar per säsong, med direkta ekonomiska förluster uppskattade till 252 miljoner USD årligen.[6]
- 18 mars (rapporterat): University of Maines Climate Reanalyzer analyserade NOAA-data och drog slutsatsen att den genomsnittliga globala havsytans temperatur nådde dagsrekord i mitten av mars 2023, och höll sig på oöverträffade höga nivåer varje dag sedan dess.[7]
- 21 mars: en studie publicerad i Communications Earth &amp; Environment drog slutsatsen att högre temperaturer ökar inflationen varaktigt under tolv månader i både hög- och låginkomstländer, med inflationstrycket störst på låga breddgrader och med stark säsongsvariation på höga breddgrader.[8]
- 8 maj (rapporterat): föreningen Ember rapporterade att förnybar energi för första gången genererat 30 % av den globala elen under 2023.[9]
- 28 maj: en studie publicerad av Climate Central, Red Cross Red Crescent Climate Center och World Weather Attribution drog slutsatsen att klimatförändringar orsakade av människor under de föregående tolv månaderna orsakade ytterligare 26 dagar av extrem värme (i ett globalt genomsnitt).[10]
- 11 juni: en studie publicerad i Earth System Science Data uppskattade att de totala årliga antropogena lustgasutsläppen ökade med 40 % från 1980 till 2020, vilket översteg de beräknade nivåerna i alla scenarier i CMIP6-modellen.[11]

Klimatförändringarnas ökning av vattentemperaturerna intensifierade toppvindhastigheterna i alla elva atlantorkaner 2024.

- 1 juli (rapporterat): Orkanen Beryl, den tidigaste kategori 5-stormen som uppmätts i Atlanten,[13] slog rekord för snabb intensifiering (65 mph på 24 timmar), total styrka och plats för juni.[14]
- 9 juli (rapporterat): för första gången, för varje månad i en 12-månadersperiod (till juni 2024), översteg jordens medeltemperatur 1,5 °C över den förindustriella baslinjen.[15]
- 21 juli: den högsta dagliga globala medeltemperaturen registreras som 17.09 °C  och överträffar det tidigare rekordet 17.08 °C från 6 juli 2023.[16]
- 28 augusti: en studie publicerad i tidskriften Nature drog slutsatsen att de kanadensiska skogsbränderna i juni–september 2023 orsakade koldioxidutsläpp som översteg de årliga utsläppen av fossila bränslen från alla nationer utom Indien, Kina och USA.[17]
- 20 november: en studie publicerad i Environmental Research: Climate, tillämpad på atlantorkanener dittills under året, uppskattade att klimatförändringens ökning av vattentemperaturerna intensifierade toppvindhastigheterna i alla elva sådana orkaner med 14–45 km/h, inklusive Helene (26 km(h) och Milton (39 km/h).[12]
- 30 november: en rapport från Potsdam Institute for Climate Impact Research, Stepping back from the stup: Transforming land management to stay within planetary boundaries, beräknade att en årlig markförstöringshastighet på en miljon kvadratkilometer, utöver tidigare ackumulerad markförstöring på 15 miljoner kvadratkilometer.[18]

## Naturliga händelser och fenomen
- 12 februari: en studie publicerad av den ideella First Street Foundation rapporterade att förbättringar i luftkvaliteten orsakades av miljöbestämmelser delvis reverseras av ett "klimatstraff" orsakad av klimatförändringar, särskilt genom ökningar i PM2,5 partiklar orsakade av ökade skogsbränder.[19]
- 28 februari: en studie publicerad i Weather and Climate Dynamics kopplade statistiskt den senaste arktiska isförlusten till varmare och torrare väder i Europa, vilket möjliggjorde "en förbättrad förutsägbarhet för europeiskt sommarväder åtminstone en vinter i förväg".[20]
- 25 mars: en studie publicerad i Oecologia drog slutsatsen att global uppvärmning, och ökad intensitet och frekvens av nederbörd och löpeld, har minskat pollendiversiteten, vilket negativt påverkar pollenrikedomen i Great Basin och Sierra Nevada.[21]
- 26 mars: en studie publicerad i Nature drog slutsatsen att under vissa omständigheter orsakar en förändring i albedo (Jordytans reflektion av solljus tillbaka i rymden) till följd av plantering av fler träd en betydande "albedo-offset" som minskar fördelarna med trädens avlägsnande av kol från atmosfären.[22]
- 27 mars: en studie publicerad i Nature drog slutsatsen att accelererad smältning av is på Grönland och Antarktis har minskat jordens rotationshastighet, vilket påverkar justeringar av Koordinerad universell tid (UTC) och orsakar problem för datornätverk som är beroende av UTC.[23]
- 8 april: genom att inse att klimatuppvärmning gör att många meteoriter går förlorade från ytan genom att smälta in i Antarktisisen kunde en studie i Nature Climate Change dra slutsatsen att cirka 5000 meteoriter blir otillgängliga varje år.[24] Omkring 24% beräknas gå förlorade till år 2050, vilket kan öka till 76% år 2100 enligt ett scenario med höga utsläpp.[24] (Över 60% av meteoritfynden på jorden görs på Antarktis.)[24]
- 11 april: en studie publicerad i Science noterade att effekten av oorganiskt kol i jord (SIC) på framtida atmosfäriska kolkoncentrationer inte har studerats tillräckligt och beräknade att jordförsurning i samband med kvävetillskott till jordekosystem kommer att orsaka utsläpp i atmosfären upp till 23 miljarder ton kol under de kommande 30 åren.[25]
- 11 maj (rapporterat): Venezuela blev det första landet i modern tid att förlora alla sina glaciärer, då Humboldtglaciären hade krympt till den grad att klimatforskare omklassificerade det som ett isfält.[26]
- 20 maj: en studie publicerad i Proceedings of the National Academy of Sciences (nationella Vetenskapsakademiens förhandlingar) drog slutsatsen att flödande havsvatten under landis på betydande avstånd gör Thwaitesglaciären på Antarktis mer sårbar för smältning än tidigare förväntat, vilket i sin tur ökar prognoserna för ismassaförlust.[27]
- 6 juni: en studie publicerad i Geophysical Research Letters drog slutsatsen att från 1980 till 2022, har intern klimatvariation ökat den arktiska uppvärmningen men undertryckt den globala uppvärmningen, särskilt genom uppvärmning i Barentshavet och Karahavet men kylning i det tropiska östra Stilla havet och Antarktiska oceanen.[28]
- 13 juni: National Oceanic and Atmospheric Administration publicerade ett meddelande om att El Niño-förhållandena hade gett vika för ENSO-neutrala förhållanden under föregående månad,[29] vilket avslutade en årslång period under vilken havs- och lufttemperaturerna nådde rekordstora nivåer.[30]
- 15 juli: genom att notera att den globala uppvärmningsinducerade smältningen av glaciärer och polarisar har flyttat massan från polarområdena mot ekvatorn tillräckligt för att avsevärt förändra jordens form och öka längden på dagar, drog en studie publicerad i Proceedings of the National Academy of Vetenskaperna slutsatsen att massavariationer på jordens yta förlängde dagar mellan 0,3–1,0 ms/år på 1900-talet och accelererade till cirka 1,33 ms/år under 2000-talet.[31] Under ett scenario med höga utsläpp kan längden öka till 2,62±0,79 ms/år till 2100.[31] Variationerna gör exakt tidtagning och rymdnavigering svårare.[31]
- 25 juli: från mätningar av CO2 och metanutsläpp från exponerade sediment i Stora saltsjön drog en studie publicerad i One Earth slutsatsen att sådana utsläpp är tillräckligt höga för att de bör redovisas i regionala koldioxidbudgetar och motiverar ansträngningar för att stoppa och vända förlusten av salthaltiga sjöar runt om i världen.[32]
- 9 december: en rapport från UNCCD drog slutsatsen att mer än tre fjärdedelar av jordens mark "har blivit permanent torrare under de senaste decennierna", att "torrare klimat som nu påverkar stora regioner över hela världen inte kommer att återgå till hur de var", och att en fjärdedel av jordens befolkning lever i expanderande torra områden.[33]
- December (rapporterat): NOAA:s 2024 Arctic Report Card konstaterade att den arktiska tundraregionen hade förändrats från att vara en CO2 -sänka till att vara en CO2-källa.[34] Regionen fortsatte att vara en metankälla.[34]

## Åtgärder och målformuleringar

### Politiska, ekonomiska, juridiska och kulturella handlingar
- 8 februari: Klimatforskaren Michael E. Mann vann ett rättsfall och fick 1 miljon dollar i skadestånd i en ärekränkningsprocess som startades 2012 mot bloggare som attackerade hans hockeyklubbskurva över den globala temperaturökningen, en av bloggarna har kallat Manns arbete "bedrägligt".[35]

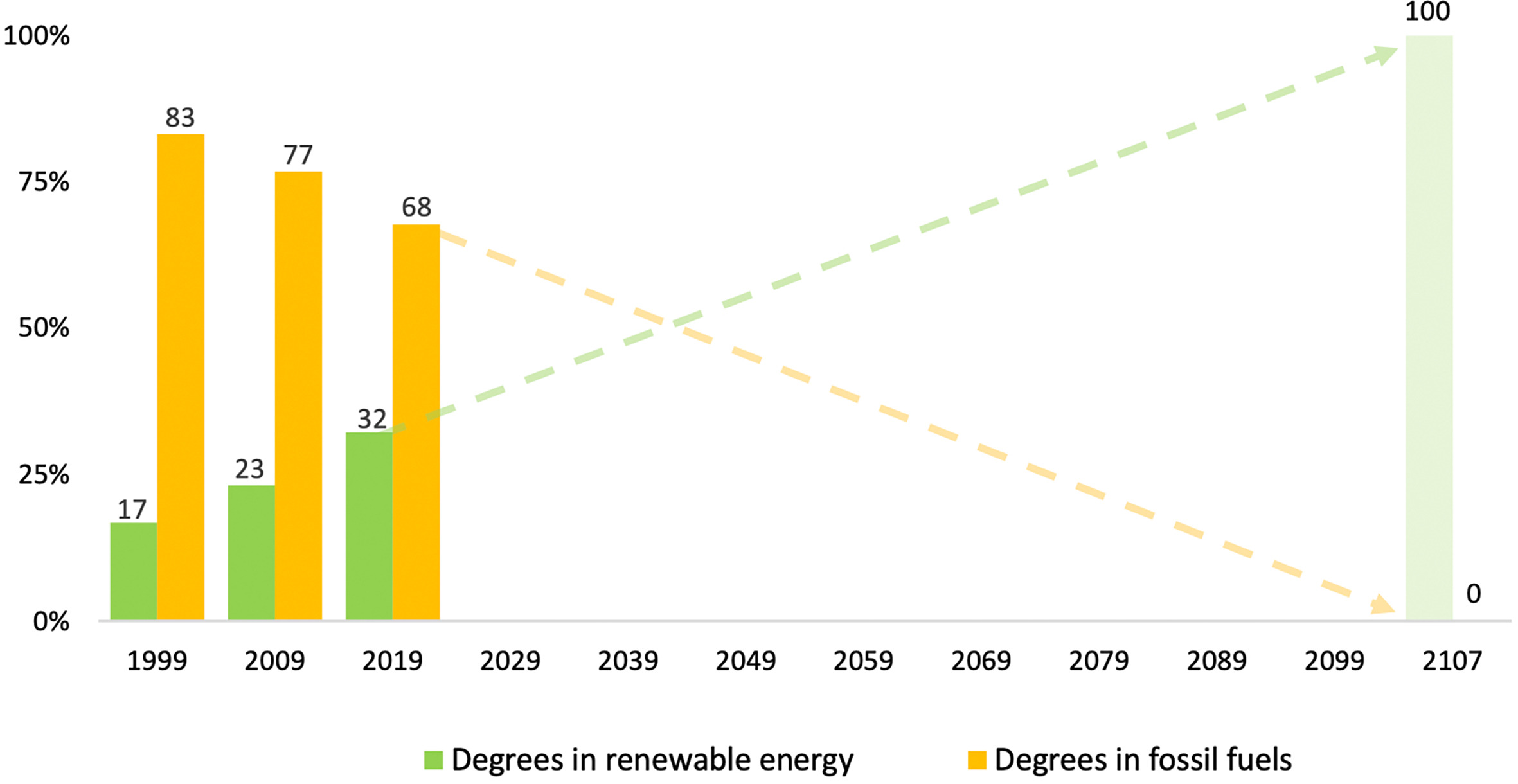
Utbildningsinnehållet i läroplaner vid 18 400 universitet världen över visade sig inte övergå från fossila bränslen till läroplaner för förnybar energi tillräckligt snabbt för att möta framtida krav på arbetskraften.

- 14 februari: en studie inom Energy Research &amp; Social Science granskade utbildningsinnehållet vid 18 400 universitet över hela världen, och upptäckte att högre utbildning inte växlar från läroplaner med fokus på från fossila bränslen till läroplaner för förnybar energi, och misslyckas med att möta den växande efterfrågan på en arbetsstyrka för ren energi.[36]
- Mars (rapporterat): webbplatsen Realtor.com lade till fastighetsspecifika verktyg som beskriver enskilda fastigheters sårbarhet för värme, vind och luftkvalitet, och publicerar aktuella risker och beräknade risker 30 år in i framtiden.[37]

- 22 mars: Nauta-provinsdomstolen (Peru) beslutade att Marañónfloden har ett "intrinsiskt" värde och har rätt att existera, flöda och vara fri från föroreningar.[38] Det var första gången Peru juridiskt erkänt "Naturrättigheter".[38]
- 29 mars: Den interamerikanska domstolen för mänskliga rättigheter, med säte i Costa Rica, beslutade att Perus regering är ansvarig för fysisk och psykisk skada på människor som orsakas av föroreningar från en metallurgisk fabrik, och beordrade regeringen att tillhandahålla gratis medicinsk vård och monetär ersättning till offren.[39]
- 9 april: i sitt första beslut någonsin om klimatfrågor, fastslog Europadomstolen att Schweiz misslyckande att tillräckligt ta itu med klimatkrisen bröt mot de 2 000 kvinnliga klagandes mänskliga rättigheter till effektivt skydd mot "de allvarliga negativa effekterna av klimatförändringarna på liv, hälsa, välbefinnande och livskvalitet".[40]
- 21 maj: I ett rådgivande yttrande som kunde ge vägvisning för andra fall, fastslog Internationella havsrättsdomstolen att utsläpp av växthusgaser som absorberas av haven utgör havsföroreningar, och att länderna har en juridisk skyldighet att övervaka och minska sådana utsläpp.[41] Tribunalen fastställde specifika krav för miljöpåverkansbedömningar.[41]
- 29 maj: en studie publicerad i Cell Reports Sustainability uppskattade att klimat- och hälsofördelarna med att använda vind och sol snarare än fossila bränslen till 143 USD/MWh (vind) och 100 USD/MWh (sol) (under 2022).[42] Studien uppskattade att klimat- och luftkvalitetsfördelar i USA ökade med 249 miljarder dollar från 2019-2022.[42]
- 30 maj: Vermont blev den första amerikanska staten att anta en lag, Climate Superfund Act, som kräver att staten ska kräva ersättning från fossilbränsleföretag för den klimatpåverkan deras utsläpp orsakar. [43]
- 2 juni: I Mexiko välj en klimatforskare med doktorsexamen i energiingenjörsvetenskap, och som har hjälpt till att skriva Förenta Nationernas klimatpanelrapporter till president-[44]
- 5 juni: FN:s generalsekreterare António Guterres uppmanade alla länder att förbjuda reklam från fossila bränsleföretag, kallar dem "klimatkaosets gudfadrar".[45]
- Den 20 juni: guvernören i den amerikanska staten Hawaii meddelade en förlikning godkänd av domstolen i det konstitutionella klimatfallet, Navahine v. Hawaiʻi Department of Transport.[46] I överenskommelsen erkänner staten Hawaiis ungdomars konstitutionella rätt till ett "livsstöttande klimat" och förbinder staten att genomföra "transformativa förändringar av Hawaiis transportsystem för att uppnå statens mål om nettonegativa utsläpp år 2045".
- 29 augusti: Korea:s konstitutionella domstol avtalade att frånvaron av lagligt bindande mål för minskning av växthusgaser för 2031-2049 kränker de konstitutionella rättigheter för framtida generationer, och sade att denna brist på långsiktiga mål flyttade en överdriven börda till framtiden.[47]
- 30 september: Storbritanniens koldrivna kraftstation Ratcliffe-on-Soar stängdes, vilket avslutade Storbritanniens 142-åriga användning av kol för att generera el. [48]
- 15 oktober (rapporterat): University of California, San Diego införde ett examenskrav om att ta kurser som täcker minst 30% klimatrelaterat innehåll och täcker två av fyra områden: vetenskapliga grunder, mänskliga effekter, begränsande strategier och projektbaserat lärande.[49]
- 11-22 november: förhandlare vid COP29-konferensen i Baku, Azerbajdzjan kom överens om ett avtal där rika länder lovade att ge 300 miljarder dollar per år i stöd fram till 2035, en ökning från ett tidigare mål med 100 miljarder dollar men mindre än de 1,3 biljoner dollar per år som oberoende experter sa behövs för att hålla den globala uppvärmningen under 1,5 °C.[50]
- 11-22 november: efter år av dödläge, kom regeringar som deltog i COP29-konferensen överens om regler för att skapa, handla och registrera utsläppsminskningar och -avlägsnanden som koldioxidskrediter som länder med högre utsläpp kan köpa, vilket ger finansiering för lågutsläppstekniker.[51]
- 2 december: Den Internationella domstolen i Haag i Nederländerna inledde förhandling för att ge rådgivande yttranden om hur länder bör kontrollera utsläpp av växthusgaser och konsekvenserna om de inte gör det.[52] ICJ:s rådgivande åsikter är inte bindande men anses juridiskt och politiskt signifikanta.[52]
- 18 december: Högsta domstolen i Montana bekräftade en lägre domstols beslut den 14 augusti 2023 i Held v. Montana, som ansåg att statens begränsande hänsyn till miljöfaktorer när man bestämmer om olje- och gastillstånd, kränkte ungdomsklagandes rätt till en säker miljö som anges i Montanas konstitution.[53][54]

### Riskbegränsningsmål
- Januari (rapporterat i TIME ): IEA beskrev att senast 2030 måste beroendet av förnybara energikällor tripplas, energieffektiviteten dubbleras, metanutsläppenavsevärt minskas och elektrifieringen med befintlig teknik öka.[55]

### Anpassningsmål
- 4 februari (rapporterat): för att minska havsnivåhöjningen orsakad av smältningen av glaciärerna Thwaites och Pine Island på Antarktis föreslog forskare en "havsbottenridå" 100 kilometer (62 mi) lång, förtöjd till och upp från botten av Amundsenhavet, utformad för att minska mängden varmt havsvatten som skulle smälta basen av dessa glaciärer.[56]

## Samstämmighet
- 9 februari: en global undersökning med nästan 130 000 individer vars resultat publicerades i Nature Climate Change fann att 69% av respondenterna var villiga att bidra med 1% av sina inkomster för att stödja åtgärder mot klimatförändringarna, 86% godkände klimatfördelaktiga sociala normer och 89% krävde större politiska åtgärder.[57] Men världen sägs vara i en pluralistisk ingorans, där människor underskattar andras vilja att agera.[57]
- 18 juli: en analys visade att 100 amerikanska representantshusmedlemmar och 23 amerikanska senatorer - 23% av de 535 medlemmarna i den amerikanska kongressen - var klimatförnekare.[58] Alla var republikaner.[58]
- 7 augusti: en studie publicerad i PLOS One fann att även en enda upprepning av ett påstående var tillräckligt för att öka den upplevda sanningen av både klimatvetenskapliga påståenden och klimatskeptiska/-förnekande påståenden - "underströk den förrädiska effekten av upprepning".[59] Denna effekt hittades även bland de som stöder klimatvetenskapen.[59]
- 12 augusti (publicerat): En amerikansk undersökning gjord 2023 fann inga bevis för att klimatkris eller klimatnödläge - termer som var mindre bekanta för de som undersöktes - leder till mer uppfattad brådska än klimatförändringar eller global uppvärmning.[60]
- 15 oktober (rapporterat): en global undersökning genomförd av försäkringsbolaget Axa med 3 000 riskexperter och 20 000 vanliga personer fann att européerna rankade klimatförändringarna som en pressande ökande risk högst av alla grupper, där 67% av experterna och 49% av allmänheten placerade den bland sina fem största risker.[61] De motsvarande amerikanska siffrorna var 43% respektive 38%, men klimatet var den mest bekymrande framtida risken.[61]

## Prognoser

I en undersökning 2024 beräknade 76,3 % av de svarande IPCC:s huvudförfattare och granskare att den globala uppvärmningen når minst 2,5 °C till 2100 och endast 5,79 % förutspådde en uppvärmning på 1,5 °C eller lägre.

- Januari: World Economic Forum prognostiserade att år 2050 kommer klimatförändringarna, direkt och indirekt, att orsaka 14,5 miljoner dödsfall och 12,5 biljoner dollar i ekonomiska förluster.[63]
- 13 februari: en studie publicerad i Current Issues in Tourism prognostiserade att de amerikanska skidsäsongerna under 2050-talet kommer att förkortas med mellan 14 och 33 dagar (scenario med låga utsläpp) och 27 till 62 dagar (scenario med höga utsläpp), med direkta ekonomiska förluster på 657 miljoner dollar till 1 352 miljarder dollar per år.[6]
- 5 mars: en studie publicerad i Nature Reviews Earth &amp; Environment prognostiserade att den första enskilda förekomsten (för september, inte året runt) av en isfri Arktis "kan inträffa under 2020–2030-talet i alla utsläppsscenarier och kommer sannolikt att inträffa innan 2050".[64] Dagliga isfria förhållanden förväntas i genomsnitt ungefär 4 år tidigare.[64]
- 6 mars: en studie i Nature finner att ~1 200 kvadratkilometer landområde i USA hotas av kustsättning år 2050 på grund av havsnivåhöjning.[65][66]
- 13 mars: en studie publicerad i PLOS One beräknas det att 13% av alla nuvarande skidområden helt kommer att förlora det naturliga årliga snötäcket år 2100.[67]
- 17 april: en studie publicerad i Nature prognostiserar att klimatförändringarna år 2050 kommer att leda till att de genomsnittliga inkomsterna sjunker med nästan 20% och kommer att orsaka 38 biljoner dollar i förstörelse varje år.[68]
- 8 maj (rapporterat) : i en undersökning av Guardian av kontaktbara huvudförfattare eller granskare av IPCC-rapporter sedan 2018 uppgav 76,3% av de svarande att de förutsåg minst 2,5 °C global uppvärmning och endast 5,79% prognostiserade en uppvärmning på 1.5 °C eller mindre.[62]
- mars: en studie publicerad i Lancet Planetary Health prognostiserade både "betydande förluster" av livsmiljöer för giftiga ormar fram till 2070 och att migration av giftiga arter över internationella gränser kommer att utgöra nya faror för folkhälsan.[69]
- 14 maj: en studie publicerad i Nature Communication prognostiserade att år 2050 kommer 177-246 miljoner äldre vuxna att utsättas för akut farlig värme, med de allvarligaste effekterna i Asien och Afrika som också har den lägsta anpassningskapaciteten.[70]
- 24 september: en studie publicerad i Nature Communications drog slutsatsen att hastig upptining av permafrost kommer att leda till torka i jord, markuppvärmning och minskning av relativ fuktighet över den arktiska-subarktiska regionen, vilket kommer att orsaka snabb intensifiering av skogsbränder i västra Sibirien och Kanada.[71]
- 4 oktober: Världshälsoorganisationen (WHO) beräknade att utan "brådskande åtgärder" kommer klimatförändringarna att leda till att 5 miljoner människor dör av undernäring, malaria, diarré och värmestress från 2030 till 2050.[72]
- 14 oktober: en studie i Proceedings of the National Academy of Sciences prognostiserade att med fortsatt dekarbonisering av elnätet skulle elektrifiering av fordon i USA minska skadliga luftkvalitetsrelaterade hälsoeffekter med 84 till 188 miljarder dollar från 2022 till 2050.[73]

## Betydande publikationer
- ”State of the World's Migratory Species”. State of the World's Migratory Species. UN Environment Programme World Conservation Monitoring Centre (UNEP-WCMC). februari 2024. https://www.cms.int/sites/default/files/publication/State%20of%20the%20Worlds%20Migratory%20Species%20report_E.pdf.
- ”State of the Global Climate 2023”. State of the Global Climate 2023. World Meteorological Organization. 19 mars 2024. https://library.wmo.int/viewer/68835/download?file=1347_Statement_2023_en.pdf&type=pdf&navigator=1. WMO-No. 1347.
- ”Europe is not prepared for rapidly growing climate risks”. Europe is not prepared for rapidly growing climate risks. 10 mars 2024. https://www.eea.europa.eu/en/newsroom/news/europe-is-not-prepared-for.
- The 2024 state of the climate report: Perilous times on planet Earth. 8 oktober 2024.
- ”Surging Seas in a Warming World: The latest science on present-day impacts and future projections of sea-level rise”. Surging Seas in a Warming World: The latest science on present-day impacts and future projections of sea-level rise. United Nations. 26 augusti 2024. https://www.un.org/sites/un2.un.org/files/slr_technical_brief_26_aug_2024.pdf.
- Emissions Gap Report 2024. United Nations Environment Programme. 24 oktober 2024. https://wedocs.unep.org/bitstream/handle/20.500.11822/46404/EGR2024.pdf?sequence=3&isAllowed=y
- ”2024 Living Planet Report - A System in Peril”. 2024 Living Planet Report - A System in Peril. World Wildlife Fund. 27 oktober 2024. https://files.worldwildlife.org/wwfcmsprod/files/Publication/file/5gc2qerb1v_2024_living_planet_report_a_system_in_peril.pdf.
- ”Adaptation Gap Report 2024”. Adaptation Gap Report 2024. United Nations Environment Programme. 7 november 2024. https://www.unep.org/resources/adaptation-gap-report-2024.
- ”State of the Cryosphere 2024 / Lost Ice, Global Damage”. State of the Cryosphere 2024 / Lost Ice, Global Damage. International Cryosphere Climate Initiative. 14 november 2024. https://articles.unesco.org/sites/default/files/medias/fichiers/2024/11/State%20of%20the%20Cryosphere%20Report%202024.pdf.
- ”The Future of Geothermal Energy”. The Future of Geothermal Energy. International Energy Agency (IEA). december 2024. https://iea.blob.core.windows.net/assets/b5b73936-ee21-4e38-843b-8ba7430fbe92/TheFutureofGeothermal.pdf.
- Van Dijk, A.I.J.M., H.E. Beck, E. Boergens, R.A.M. de Jeu, W.A. Dorigo, C. Edirisinghe, E. Forootan, E. Guo, A. Güntner, J. Hou, N. Mehrnegar, S. Mo, W. Preimesberger, J. Rahman, P. Rozas Larraondo. ”Global Water Monitor 2024, Summary Report”. Global Water Monitor 2024, Summary Report. Global Water Monitor Consortium. 2 januari 2025. https://www.globalwater.online/globalwater/report/index.html#gallery.